# Syndipnus beerensis
Syndipnus beerensis är en stekelart som beskrevs av Per Abraham Roman 1934. Syndipnus beerensis ingår i släktet Syndipnus och familjen brokparasitsteklar. Arten är reproducerande i Sverige. Inga underarter finns listade i Catalogue of Life.